# Ирвингтон (Вирџинија)
Ирвингтон (енгл. Irvington) град је у америчкој савезној држави Вирџинија. По попису становништва из 2010. у њему је живело 432 становника.

## Демографија
Према попису становништва из 2010. у граду је живело 432 становника, што је 241 (35,8%) становника мање него 2000. године.
| Група             | 2000.       | 2010.       |
| Белци             | 662 (98,4%) | 416 (96,3%) |
| Афроамериканци    | 10 (1,5%)   | 3 (0,7%)    |
| Азијати           | 1 (0,1%)    | 2 (0,5%)    |
| Хиспаноамериканци | 0 (0,0%)    | 8 (1,9%)    |
| Укупно            | 673         | 432         |